# Giải Grammy cho hợp tác giọng pop xuất sắc nhất
Giải Grammy cho hợp tác giọng pop xuất sắc nhất (tiếng Anh: Grammy Award for Best Pop Collaboration with Vocals) là một hạng mục của giải Grammy - giải thưởng ra đời năm 1958 và có tên gọi đầu tiên là giải Gramophone. Giải thưởng được trao cho những nghệ sĩ thu âm có bài hát pop chất lượng do nhiều ca sĩ cùng thực hiện. Mục tiêu của giải thưởng cũng như một số hạng mục do Viện hàn lâm Khoa học và Nghệ thuật Thu âm Quốc gia Hoa Kỳ tổ chức thường niên là nhằm "tôn vinh các cá nhân/tập thể có thành tựu nghệ thuật, kỹ thuật xuất sắc trong lĩnh vực thu âm, mà không xét đến doanh số bán album hay vị trí trên các bảng xếp hạng âm nhạc."
Tại lễ trao giải Grammy lần thứ 37 (1995), giải hợp tác giọng pop xuất sắc đầu tiên được trao cho Al Green và Lyle Lovett nhờ ca khúc "Funny How Time Slips Away". Theo cẩm nang miêu tả hạng mục tại giải Grammy lần thứ 52, giải thưởng được trao cho những nghệ sĩ trình bày "tiết mục nhạc pop mới được thu âm với những nghệ sĩ mà họ không thường xuyên biểu diễn cùng nhau."
Năm 1997, cặp cha-con gái Nat King Cole và Natalie Cole thắng giải cho ca khúc "When I Fall in Love". Đây là màn tái thể hiện một trong những bài hit trứ danh của ông bằng hình thức "song ca ảo" (virtual duet), thông qua sử dụng bản thu thanh các giọng hát của ông hơn 30 năm sau ngày nam nghệ sĩ mất vào năm 1965.
Hiện có tới năm trường hợp mà một nghệ sĩ được đề cử nhiều hơn một bài hát cùng năm ấy, với những màn hợp tác khác nhau. Năm 1998, Barbra Streisand nhận đề cử cho các bài hát "I Finally Found Someone" (với Bryan Adams) và "Tell Him" (với Celine Dion). Năm 2000, Santana nhận được đề cử cho các bài hát "Love of My Life" (với Dave Matthews) và "Smooth" (với Rob Thomas). Năm 2002, Christina Aguilera được đề cử cho các ca khúc "Nobody Wants to Be Lonely" (Ricky Martin) và "Lady Marmalade" (với Lil' Kim, Mýa và Pink). Năm 2005, Ray Charles nhận được đề cử cho các bài hát "Sorry Seems to Be the Hardest Word" (với Elton John) và "Here We Go Again" (với Norah Jones). Năm 2010, Colbie Caillat nhận được đề cử cho các bài hát "Breathe" (với Taylor Swift) và "Lucky" (với Jason Mraz). Bốn trên năm trường hợp thắng cử của nghệ sĩ đều xuất phát từ một đề cử của họ: "Smooth" của Santana, "Lady Marmalade" của Aguilera, "Here We Go Again" của Charles và "Lucky" của Caillat.
Chủ nhân hai lần thắng giải gồm có Van Morrison, Pink, Santana, Alison Krauss và Robert Plant. Krauss và Plant là nhóm song tấu duy nhất có hai lần thắng cử trở lên, cũng là những người duy nhất thắng cử liên tiếp. Christina Aguilera và Stevie Wonder nắm giữ chung kỷ lục nhiều đề cử Grammy nhất (sáu đề cử).
Năm 2012, giải thưởng bị ngừng trao trong một cuộc cải tổ lớn các hạng mục của Grammy. Ở thời điểm, mọi phần trình diễn của bộ đôi hoặc nhóm thuộc hạng mục pop được chuyển sang hạng mục mới ra đời tên là trình diễn song tấu hoặc nhóm nhạc pop xuất sắc nhất. Năm 2011, bản cover bài "Imagine" là tác phẩm cuối cùng được trao giải hợp tác giọng pop xuất sắc nhất.

## Danh sách thắng cử
| Năm[I] | Nghệ sĩ thể hiện                                                               | Tác phẩm                               | Tên đề cử | Chú thích |
| ------ | ------------------------------------------------------------------------------ | -------------------------------------- | --- | --------- |

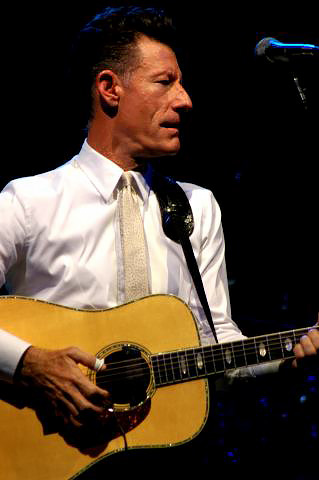
Lyle Lovett (ảnh) và Al Green cùng trở thành những chủ nhân đầu tiên của giải thưởng vào năm 1995 nhờ ca khúc "Funny How Time Slips Away".

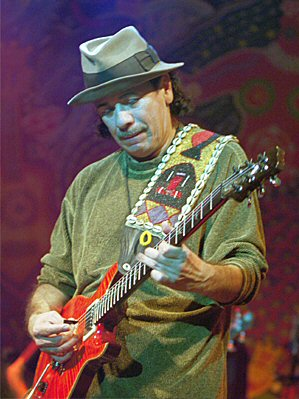
Nghệ sĩ thắng cử năm 2000 và 2003 là Santana biểu diễn vào năm 2000.

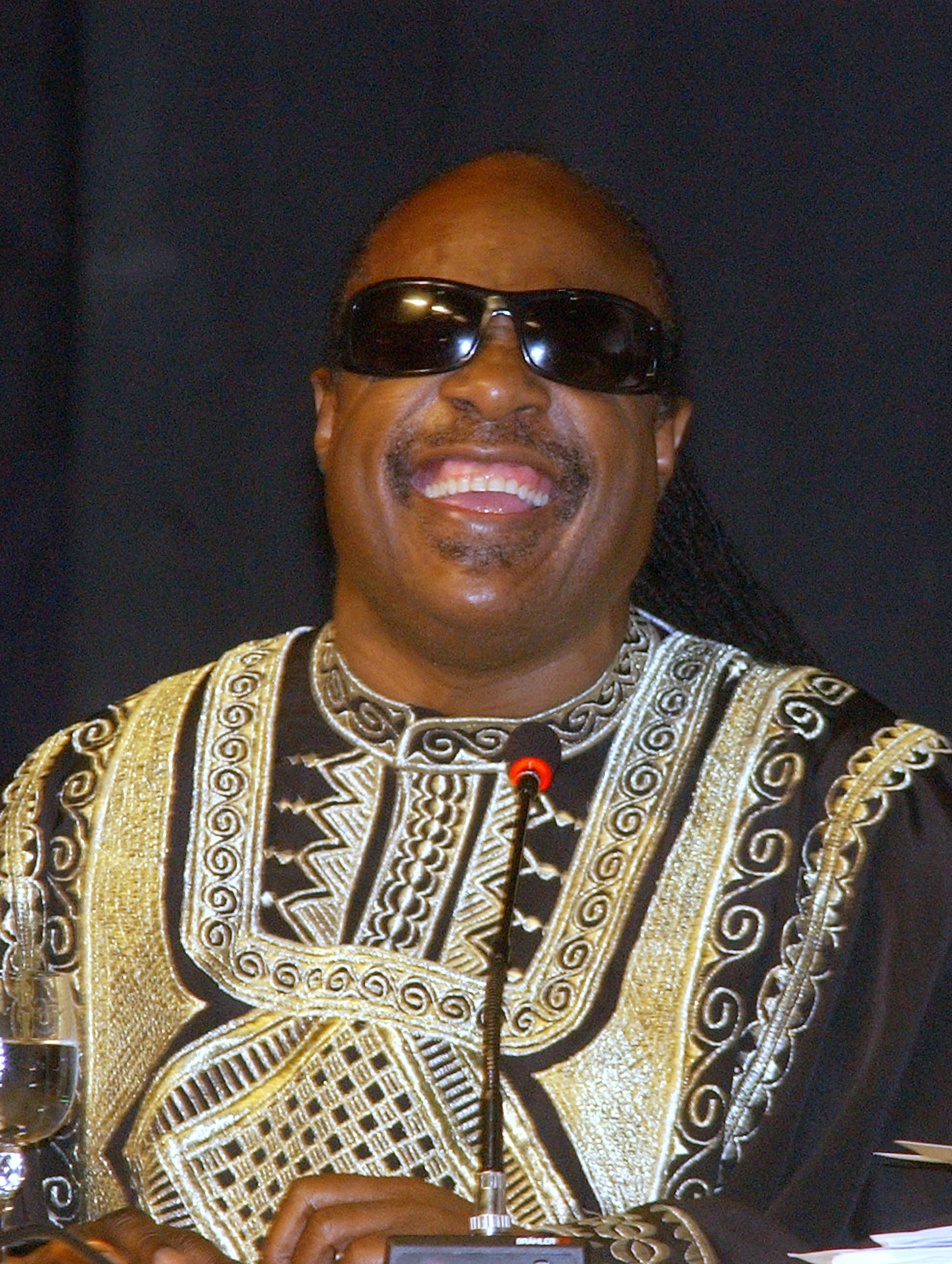
Nghệ sĩ nhận được sáu đề cử là Stevie Wonder vào năm 2006

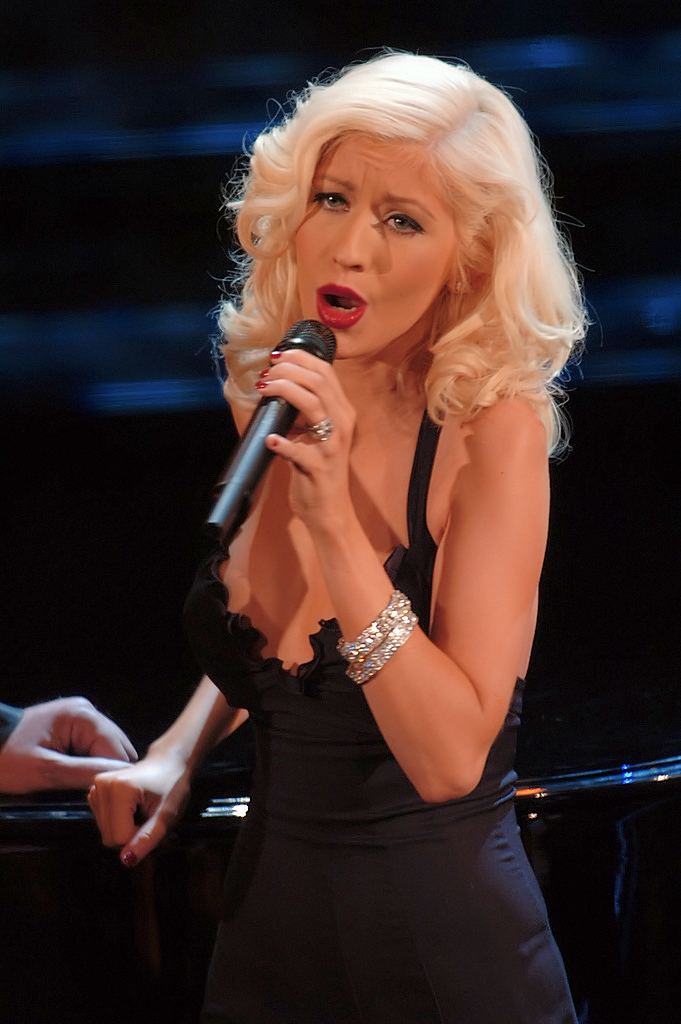
Nghệ sĩ có sáu lần được đề cử và thắng cử vào năm 2002 là Christina Aguilera

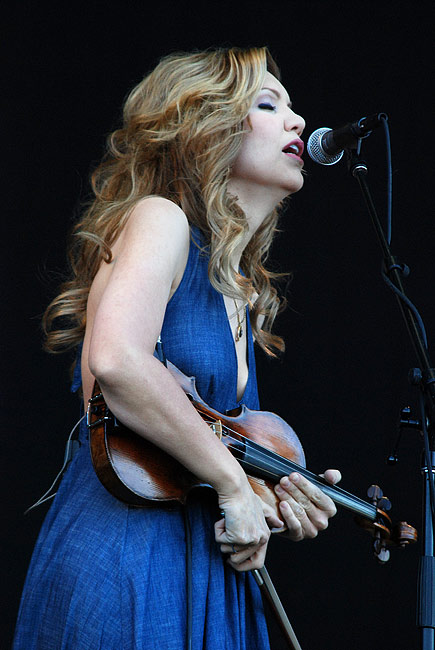
Alison Krauss - nghệ sĩ đoạt giải hai lần biểu diễn vào năm 2008

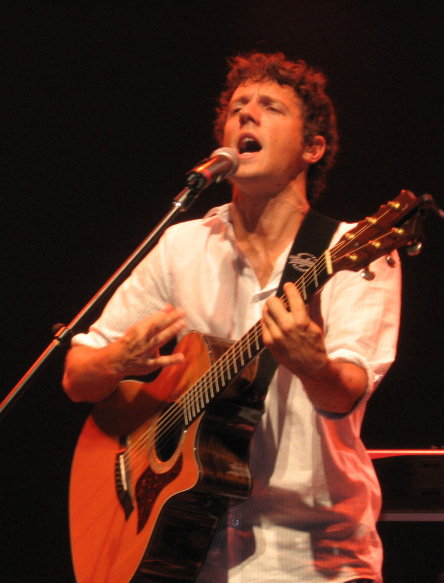
Nghệ sĩ thắng cử năm 2010 là Jason Mraz biểu diễn vào năm 2006

| 1995   | Al Green và Lyle Lovett                                                        | "Funny How Time Slips Away"            | - Bryan Adams, Rod Stewart và Sting – "All for Love" - Tony Bennett và k.d. lang – "Moonglow" (trực tiếp) - John Mellencamp và Me'shell Ndegeocello – "Wild Night" - Luther Vandross và Mariah Carey – "Endless Love"                                                                                         | [ 6 ]     |
| 1996   | The Chieftains và Van Morrison                                                 | "Have I Told You Lately"               | - Jon B. và Babyface – "Someone to Love" - Anita Baker và James Ingram – "When You Love Someone" - Mariah Carey và Boyz II Men – "One Sweet Day" - Michael Jackson và Janet Jackson – "Scream" | [ 7 ]     |
| 1997   | Natalie Cole và Nat King Cole                                                  | "When I Fall in Love"                  | - Burt Bacharach và Elvis Costello – "God Give Me Strength" - Brandy, Tamia, Gladys Knight và Chaka Khan – "Missing You" - Whitney Houston và CeCe Winans – "Count On Me" - Sting, John McLaughlin, Dominic Miller và Vinnie Colaiuta – "The Wind Cries Mary" - Frank Sinatra và Luciano Pavarotti – "My Way" | [ 8 ]     |
| 1998   | John Lee Hooker và Van Morrison                                                | "Don't Look Back"                      | - Babyface và Stevie Wonder – "How Come, How Long" - Tony Bennett và Billie Holiday – "God Bless the Child" - Bryan Adams và Barbra Streisand – "I Finally Found Someone" - Barbra Streisand và Celine Dion – "Tell Him"                                                                                      | [ 9 ]     |
| 1999   | Elvis Costello và Burt Bacharach                                               | "I Still Have That Other Girl"         | - Babyface và Stevie Wonder – "How Come, How Long" (trực tiếp) - Jackson Browne và Bonnie Raitt – "Kisses Sweeter than Wine" - Celine Dion và R. Kelly – "I'm Your Angel" - Van Morrison và The Chieftains – "Shenandoah"                                                                                     | [ 10 ]    |
| 2000   | Santana và Rob Thomas                                                          | "Smooth"                               | - Celine Dion và Andrea Bocelli – "The Prayer" - Whitney Houston và Mariah Carey – "When You Believe" - 'N Sync và Gloria Estefan – "Music of My Heart" - Santana và Dave Matthews – "Love of My Life" | [ 11 ]    |
| 2001   | B.B. King và Dr. John                                                          | "Is You Is, or Is You Ain't (My Baby)" | - Mariah Carey, Joe và 98 Degrees – "Thank God I Found You" - Sheryl Crow và Sarah McLachlan – "The Difficult Kind" (trực tiếp) - Celine Dion và Frank Sinatra – "All the Way" - Lauryn Hill và Bob Marley – "Turn Your Lights Down Low"                                                                      | [ 12 ]    |
| 2002   | Christina Aguilera, Lil' Kim, Mýa và Pink                                      | "Lady Marmalade"                       | - Ricky Martin & Christina Aguilera – "Nobody Wants to Be Lonely" - Tony Bennett và Billy Joel – "New York State of Mind" - Brian McKnight và Justin Timberlake – "My Kind of Girl" - Shaggy và Rikrok – "It Wasn't Me"                                                                                       | [ 13 ]    |
| 2003   | Santana và Michelle Branch                                                     | "The Game of Love"                     | - Christina Aguilera và Redman – "Dirrty" - India.Arie và Stevie Wonder – "The Christmas Song" - Tony Bennett và k.d. lang – "What a Wonderful World" - Sheryl Crow và Don Henley – "It's So Easy" - Natalie Cole và Diana Krall – "Better Than Anything"                                                     | [ 14 ]    |
| 2004   | Sting và Mary J. Blige                                                         | "Whenever I Say Your Name"             | - Christina Aguilera và Lil' Kim – "Can't Hold Us Down" - Tony Bennett và k.d. lang – "La Vie en rose" - Bob Dylan và Mavis Staples – "Gonna Change My Way of Thinking" - Pink và William Orbit – "Feel Good Time"                                                                                            | [ 15 ]    |
| 2005   | Ray Charles và Norah Jones                                                     | "Here We Go Again"                     | - Johnny Cash và Joe Strummer – "Redemption Song" - Ray Charles và Elton John – "Sorry Seems to Be the Hardest Word" - Paul McCartney và Eric Clapton – "Something" (trực tiếp) - Stevie Wonder và Take 6 – "Moon River"                                                                                      | [ 16 ]    |
| 2006   | Gorillaz và De La Soul                                                         | "Feel Good Inc."                       | - The Black Eyed Peas và Jack Johnson – "Gone Going" - Foo Fighters và Norah Jones – "Virginia Moon" - Herbie Hancock và Christina Aguilera – "A Song for You" - Stevie Wonder và India.Arie – "A Time to Love"                                                                                               | [ 17 ]    |
| 2007   | Tony Bennett và Stevie Wonder                                                  | "For Once in My Life"                  | - Mary J. Blige và U2 – "One" - Sheryl Crow và Sting – "Always on Your Side" - Nelly Furtado và Timbaland – "Promiscuous" - Shakira và Wyclef Jean – "Hips Don't Lie" | [ 18 ]    |
| 2008   | Robert Plant và Alison Krauss                                                  | "Gone Gone Gone (Done Moved On)"       | - Tony Bennett và Christina Aguilera – "Steppin' Out" (trực tiếp) - Beyoncé và Shakira – "Beautiful Liar" - Gwen Stefani và Akon – "The Sweet Escape" - Timbaland, Nelly Furtado và Justin Timberlake – "Give It to Me"                                                                                       | [ 19 ]    |
| 2009   | Robert Plant và Alison Krauss                                                  | "Rich Woman"                           | - Alicia Keys và John Mayer – "Lesson Learned" - Madonna, Justin Timberlake và Timbaland – "4 Minutes" - Maroon 5 và Rihanna – "If I Never See Your Face Again" - Jordin Sparks và Chris Brown – "No Air" | [ 20 ]    |
| 2010   | Jason Mraz và Colbie Caillat                                                   | "Lucky"                                | - Rosanne Cash và Bruce Springsteen – "Sea of Heartbreak" - Ciara và Justin Timberlake – "Love Sex Magic" - Willie Nelson và Norah Jones – "Baby, It's Cold Outside" - Taylor Swift và Colbie Caillat – "Breathe"                                                                                             | [ 21 ]    |
| 2011   | Herbie Hancock, Pink, India.Arie, Seal, Konono Nº1, Jeff Beck và Oumou Sangaré | "Imagine"                              | - B.o.B, Eminem và Hayley Williams – "Airplanes Part II" - Elton John và Leon Russell – "If It Wasn't for Bad" - Lady Gaga và Beyoncé – "Telephone" - Katy Perry và Snoop Dogg – "California Gurls" | [ 22 ]    |

^[I] Từng năm được liên kết với bài viết về giải Grammy được tổ chức năm ấy.